# Poolbillard-Europameisterschaft 2001
Die Poolbillard-Europameisterschaft 2001 war ein vom europäischen Poolbillardverband EPBF in Tschechien ausgetragenes Poolbillardturnier. Es war die erste EM in Tschechien.
Die Wettbewerbe der Herren und der Rollstuhlfahrer fanden vom 1. bis 10. April 2001 im Hotel Pupp in Karlsbad statt, die Damen-EM wurde vom 30. April bis 5. Mai 2001 auf dem Messegelände in Brünn ausgetragen.
Ausgespielt wurden die Disziplinen 8-Ball, 9-Ball und 14/1 endlos. Bei den Rollstuhlfahrern wurden nur die Disziplinen 8-Ball und 9-Ball gespielt. Bei den Herren und den Damen wurden zudem die Europameister der Mannschaften ermittelt.
Der Deutsche Thomas Engert wurde durch einen Finalsieg gegen den Niederländer Nick van den Berg Europameister im 14/1 endlos. Titelverteidiger Oliver Ortmann gewann Bronze. Der Schwede Niklas Bergendorff wurde, ebenfalls im Finale gegen van den Berg, 8-Ball-Europameister. Im 9-Ball-Finale besiegte der Niederländer Rico Diks den Deutschen Andreas Roschkowsky, der im 8-Ball Bronze gewann. Der Österreicher Robert Pleiner gewann Bronze.
Engert, Ortmann, Roschkowsky sowie Ralf Souquet, Thorsten Hohmann und Brian Naithani wurden im Finale gegen Schweden Mannschafts-Europameister. Titelverteidiger Niederlande und die Schweiz gewannen die Bronzemedaillen.
Bei den Rollstuhlfahrern wurde der 8-Ball-Titelverteidiger Kurt Deklerck zweimal Vizeeuropameister. Im 8-Ball verlor er gegen den Engländer Daniel Luton, im 9-Ball unterlag er dem Titelverteidiger Henrik Larsson. Larsson, Luton, sowie der Deutsche Tankred Volkmer und der Österreicher Emil Schranz gewannen jeweils eine Bronzemedaille.
Die Norwegerin Line Kjørsvik wurde im Finale gegen Vorjahres-Finalistin Franziska Stark Europameisterin im 14/1 endlos. Die Österreicherin Gerda Hofstätter, die im 14/1 endlos Bronze gewann, besiegte im 8-Ball-Finale die Deutsche Karin Mayet. Diese konnte durch einen Finalsieg gegen die Schwedin Ulrika Andersson ihren Titel im 9-Ball erfolgreich verteidigen. Die Deutschen Daniela Husseneder, Sandra Ortner und Franziska Stark sowie die Schweizerin Julia Rechfeld und die Italienerin Valentina Romeo gewannen jeweils eine Bronzemedaille.
Durch einen Finalsieg gegen Norwegen wurde die deutsche Damen-Mannschaft (Franziska Stark, Karin Mayet, Sandra Ortner, Daniela Husseneder, Janine Drescher und Diana Stateczny) zudem zum fünften Mal Europameister.

## Medaillengewinner
| Disziplin                | Gold               | Silber              | Bronze              |
| ------------------------ | ------------------ | ------------------- | ------------------- |
| Herren – 14/1 endlos     | Thomas Engert      | Nick van den Berg   | Oliver Ortmann      |
| Herren – 14/1 endlos     | Thomas Engert      | Nick van den Berg   | Rico Diks           |
| Herren – 8-Ball          | Niklas Bergendorff | Nick van den Berg   | Andreas Roschkowsky |
| Herren – 8-Ball          | Niklas Bergendorff | Nick van den Berg   | Tom Storm           |
| Herren – 9-Ball          | Rico Diks          | Andreas Roschkowsky | Robert Pleiner      |
| Herren – 9-Ball          | Rico Diks          | Andreas Roschkowsky | Radosław Babica     |
| Herren-Mannschaft        | Deutschland        | Schweden            | Niederlande         |
| Herren-Mannschaft        | Deutschland        | Schweden            | Schweiz             |
| Damen – 14/1 endlos      | Line Kjørsvik      | Franziska Stark     | Daniela Husseneder  |
| Damen – 14/1 endlos      | Line Kjørsvik      | Franziska Stark     | Gerda Hofstätter    |
| Damen – 8-Ball           | Gerda Hofstätter   | Karin Mayet         | Sandra Ortner       |
| Damen – 8-Ball           | Gerda Hofstätter   | Karin Mayet         | Franziska Stark     |
| Damen – 9-Ball           | Karin Mayet        | Ulrika Andersson    | Julia Rechfeld      |
| Damen – 9-Ball           | Karin Mayet        | Ulrika Andersson    | Valentina Romeo     |
| Damen-Mannschaft         | Deutschland        | Norwegen            | Österreich          |
| Damen-Mannschaft         | Deutschland        | Norwegen            | Schweden            |
| Rollstuhlfahrer – 8-Ball | Daniel Luton       | Kurt Deklerck       | Henrik Larsson      |
| Rollstuhlfahrer – 8-Ball | Daniel Luton       | Kurt Deklerck       | Tankred Volkmer     |
| Rollstuhlfahrer – 9-Ball | Henrik Larsson     | Kurt Deklerck       | Daniel Luton        |
| Rollstuhlfahrer – 9-Ball | Henrik Larsson     | Kurt Deklerck       | Emil Schranz        |